# (34235) Ellafeiner
2000 QZ95 (asteroide 34235) é um asteroide da cintura principal. Possui uma excentricidade de 0.14606900 e uma inclinação de 2.91698º.
Este asteroide foi descoberto no dia 28 de agosto de 2000 por LINEAR em Socorro.